# Las Canastas
Las Canastas es una cadena de restaurantes de comida rápida en el Perú.

## Historia
Fue fundado en 1989 por Miguel Castillo, quien abrió su primer local en el distrito de San Martín de Porres, en la ciudad de Lima. Este establecimiento fue pionero en los negocios dedicados a los asados en el Cono Norte. Castillo describe que su primer local ni siquiera era propiedad suya, era la cochera de un familiar suyo, iniciando con parrillas, ya que no contaba con un horno para pollo a la brasa, la venta de este plato en particular comenzó a ser vendido dos años después.
Para 2015, Las Canastas ya estaba en once distritos de Lima, además de haber incursionado en ciudades del interior del país como Piura, Cajamarca, Tarapoto e Ica. Su primera franquicia fue en Plaza Norte. Para 2017, Las Canastas ya contaba con 12 locales en la provincia de Lima, y seis franquicias a nivel nacional. El Grupo Las Canastas informó que estaba trabajando con la Comisión de Promoción del Perú para la Exportación y el Turismo para la apertura de franquicias de la compañía en Colombia y Ecuador.

### Consumo
En 2011, el ejecutivo de la compañía describió que en sus locales se consume 60,000 platos de pollo a la brasa al año. Su principal público de consumo son mujeres ejecutivas de acuerdo a las estadísticas de la compañía, y en su planilla aplica el enfoque de género. Según el diario El Comercio es uno de los pocos restaurantes que usan la papa criolla amarilla como parte de sus comidas.
De acuerdo a datos de Euromonitor International, Las Canastas suele ocupar los primeros diez puestos de compañía de comida rápida con más ventas en el Perú. En 2022 se convirtió en la primera compañía de pollo a la brasa en aceptar bitcoin y criptomonedas como forma de pago en el país.